# قطعنامه ۱۵۰۰ شورای امنیت
قطعنامه  ۱۵۰۰ شورای امنیت سازمان ملل متحد که در تاریخ ۱۴ اوت ۲۰۰۳ تصویب شد، سندی بین‌المللی دربارهٔ بررسی وضعیت میان عراق و کویت است. این قطعنامه طی نشست ۴۸۰۸ام با ۱۴ رای موافق، ۰ مخالف و ۱ ممتنع تصویب شد.